# Parc de la Villette

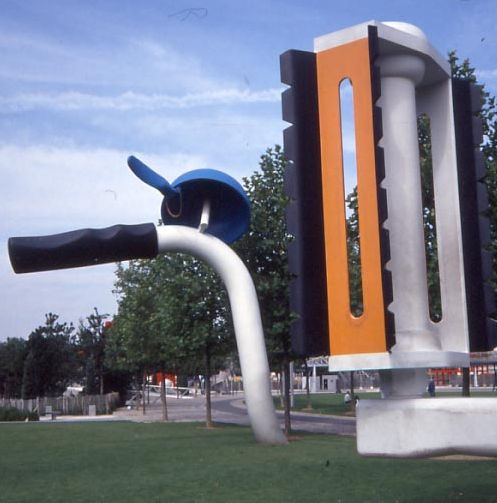
Zicht op deel van Bicyclette Ensevelie van Claes Oldenburg en Coosje van Bruggen

Het Parc de la Villette is een Frans park in Parijs, aan de rand van het 19e arrondissement. Het park heeft een totale oppervlakte van 55 hectare en is daarmee het grootste park binnen de Boulevard Périphérique, en op Père Lachaise na het grootste groengebied van Parijs. Het park omvat 35 hectare groen waaronder de elf thematuinen. Het wordt doorsneden door het Canal de l'Ourcq.

## Slachthuizen
Voorheen waren hier de slachthuizen van La Villette gevestigd, die in 1974 werden gesloten. Het park werd vanaf 1986 aangelegd, naar een ontwerp van Bernard Tschumi. De huisstijl werd in 1985 ontworpen door Pierre Bernard. Verspreid over het park liggen 26 rode follies met diverse functies. De oude veemarkthal is behouden gebleven en wordt als tentoonstellingsruimte gebruikt. In 1990 werd in het park de sculptuur Bicyclette Ensevelie van Claes Oldenburg en Coosje van Bruggen geplaatst, ogenschijnlijk een reusachtige halfbegraven fiets.

## Attracties
- Cité des sciences et de l'industrie, het grootste wetenschapsmuseum van Europa.
- Cité de la Musique, een complex met concertzalen en een muziekmuseum;
- Philharmonie de Paris, een nieuwe concertzaal verbonden met de Cité de la Musique
- La Géode, een IMAX-bioscoop
- Zénith, een concert-arena in Parc de la Villette

Jaarlijks in mei of juni vond van 2006 tot en met 2015 in het park tevens het popfestival Villette Sonique plaats. Daarvoor was er van 2003 tot 2005 het festival Feed Back.

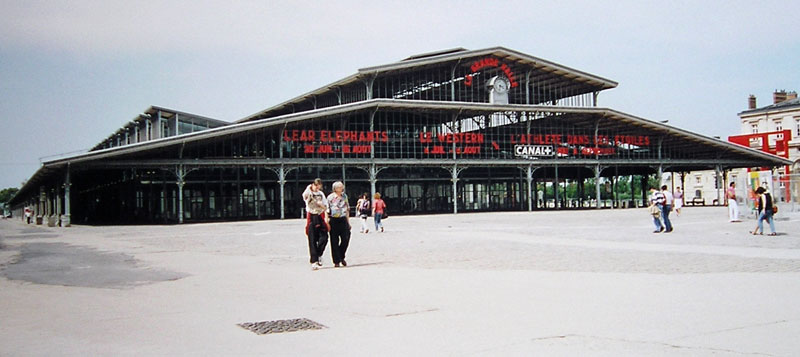
Grande halle de la Villette - oude veemarkthal

- Gemeinsame Normdatei: 4257997-1
- Library of Congress Control Number: sh88004395
- MusicBrainz: 061f8c2e-449e-4f3c-a484-a59edd61cfd9
- Nationale Bibliotheek van Israël: 987007546319005171
- Système universitaire de documentation: 034049258
- Virtual International Authority File: 134604311

Bois de Boulogne ·
Bois de Vincennes ·
Coulée verte René-Dumont ·
Le Jardin d'acclimatation ·
Jardin Atlantique ·
Jardin du Bassin de l'Arsenal ·
Jardin du Champ-de-Mars ·
Jardin du Luxembourg ·
Jardin des Tuileries ·
Jardins des Champs-Élysées ·
Jardins des Halles ·
Jardins du Palais-Royal ·
Jardin des Plantes ·
Jardin des serres d'Auteuil ·
Parc André Citroën ·
Parc de Bagatelle ·
Parc de Belleville ·
Parc de Bercy ·
Parc de Boulogne ·
Parc des Buttes-Chaumont ·
Parc floral de Paris ·
Parc Georges Brassens ·
Parc Monceau ·
Parc Montsouris ·
Parc de la Villette ·
Cité universitaire
Zie ook: Lijst van bezienswaardigheden in Parijs